# بروس غولدينج
بروس غولدينج هو سياسي جامايكي، ولد في 5 ديسمبر 1947 في Chapelton, Jamaica ‏ في جامايكا. نشط حزبياً في حزب العمال الجامايكي. وقد انتخب عضو المجلس الخاص بالمملكة المتحدة ‏ وانتخب Leader of the Opposition (Jamaica) ‏ وانتخب رئيس وزراء جامايكا ‏ (11 سبتمبر 2007 – 23 أكتوبر 2011).

## وصلات خارجية
- بروس غولدينج على موقع الموسوعة البريطانية (الإنجليزية)
- بروس غولدينج على موقع مونزينجر (الألمانية)
- بروس غولدينج على موقع إن إن دي بي (الإنجليزية)